# 大埔綜合大樓

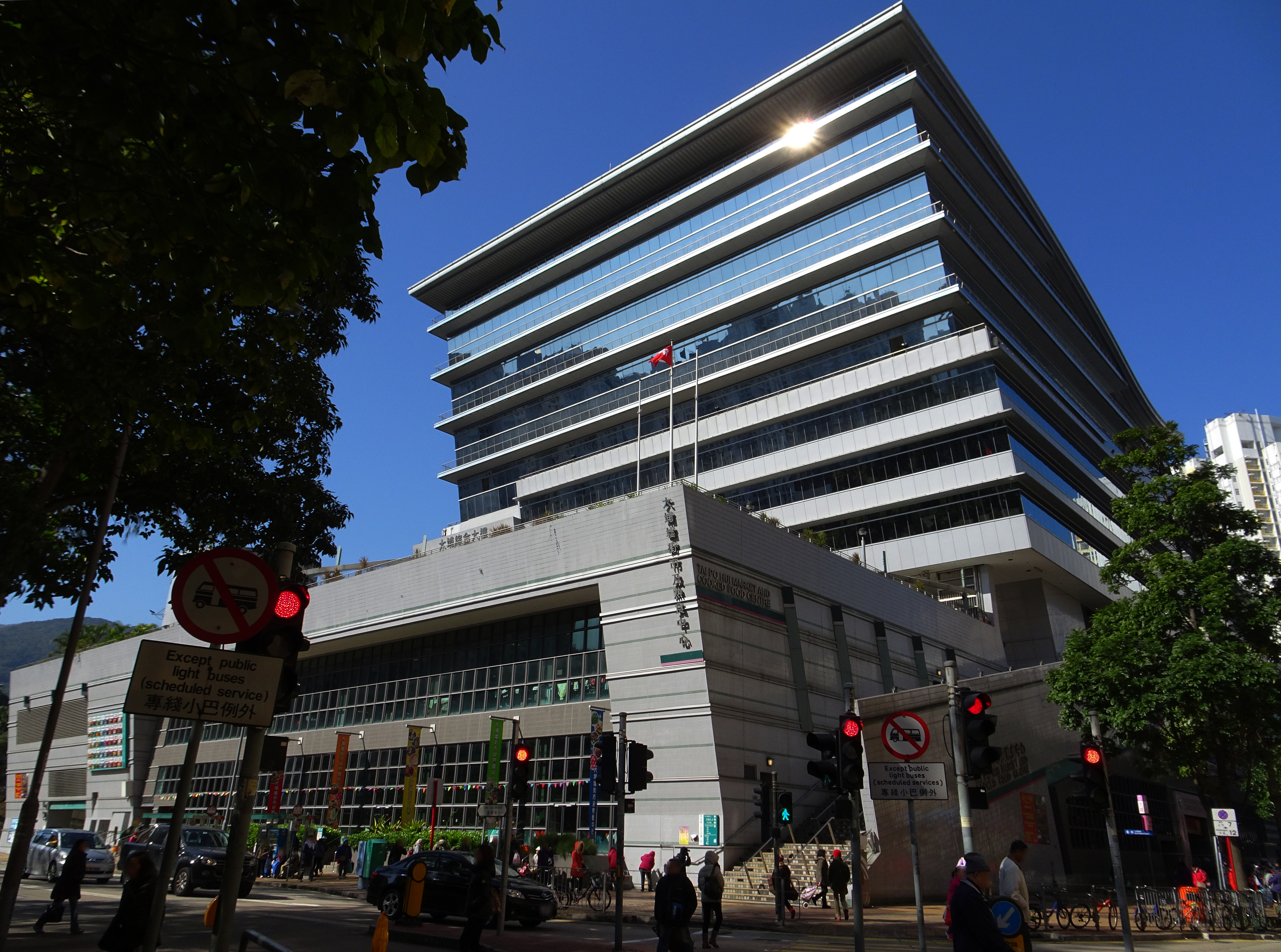
大埔綜合大樓

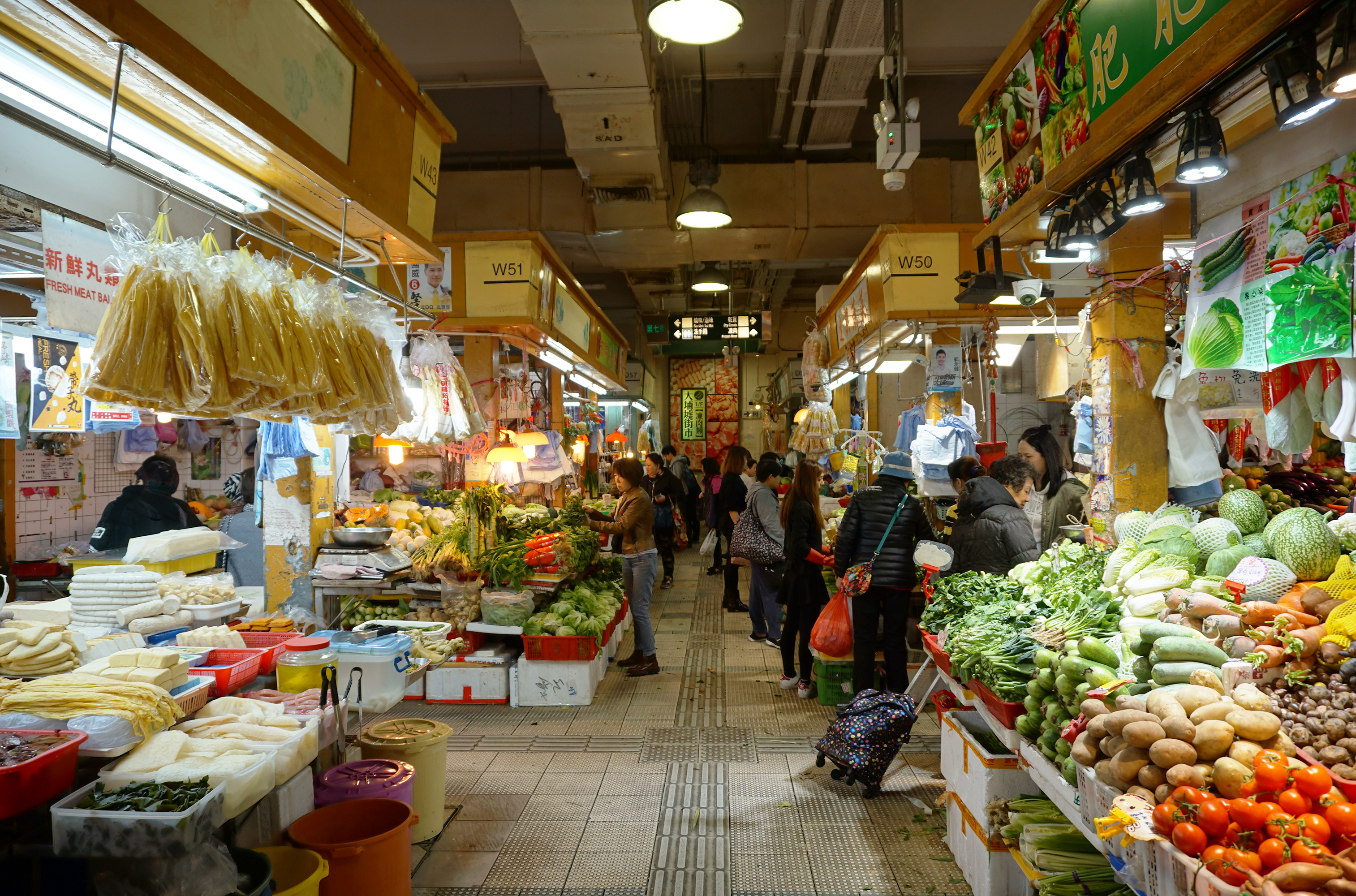
大埔墟街市位於地下及一樓

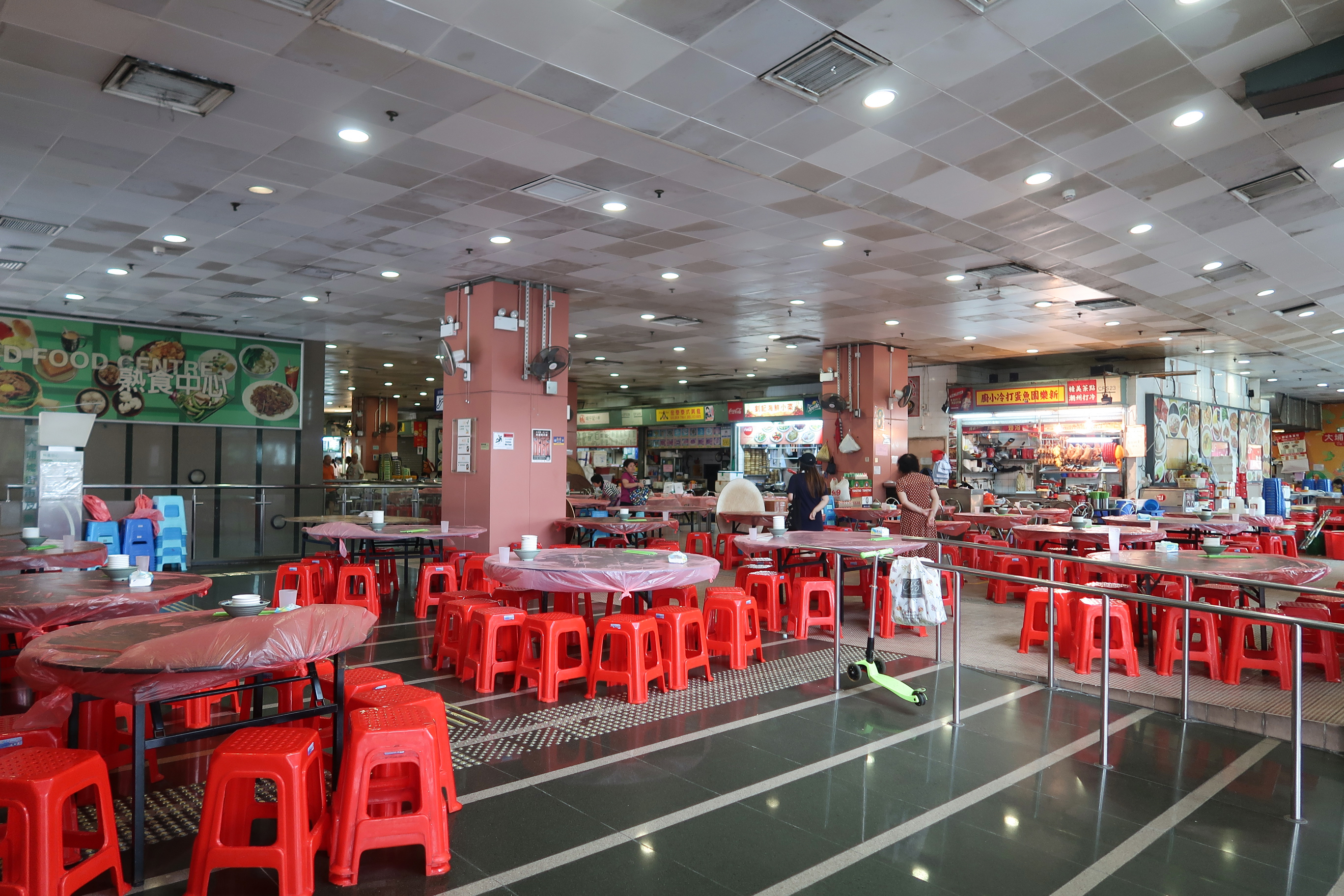
2樓熟食中心

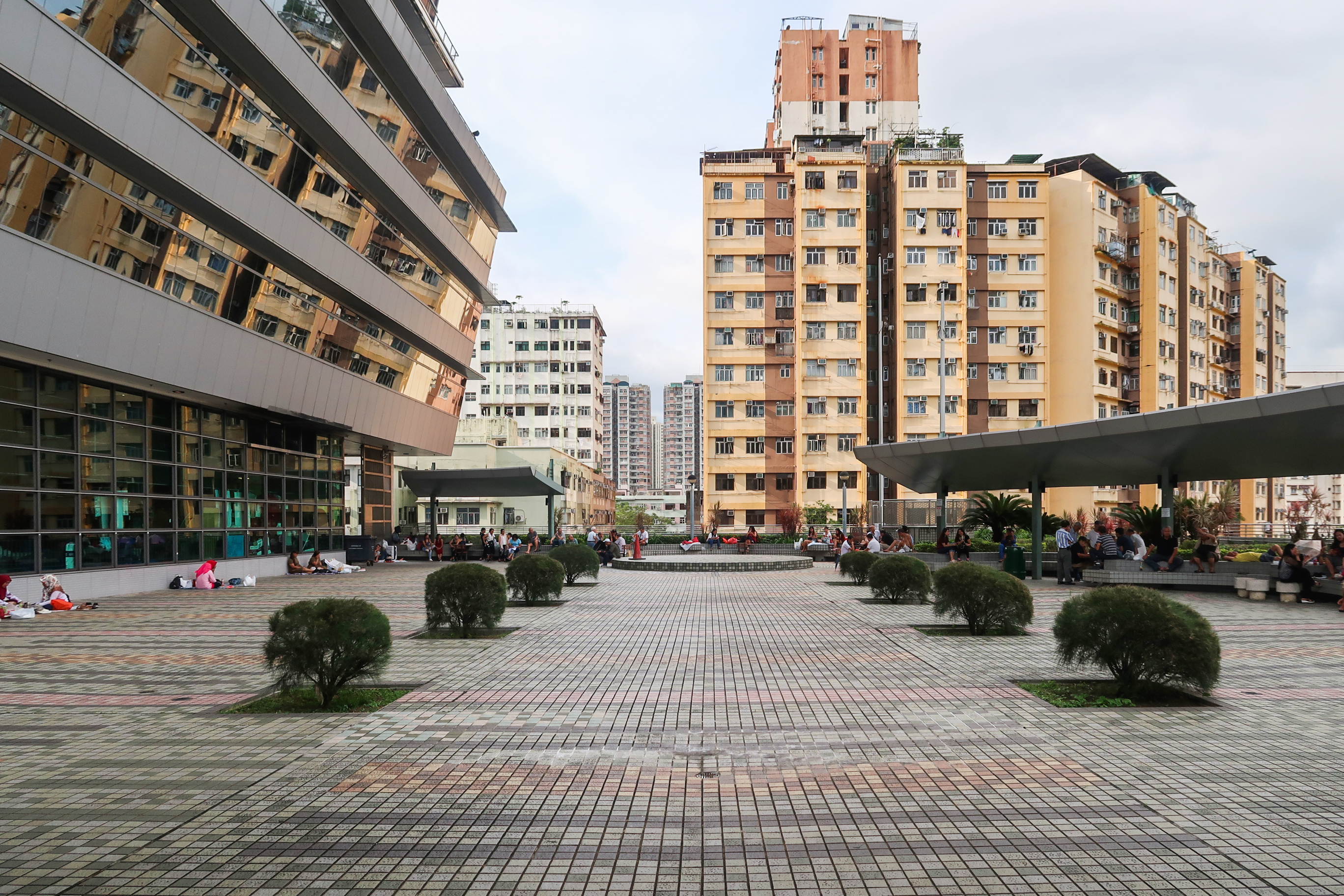
2樓露天平台

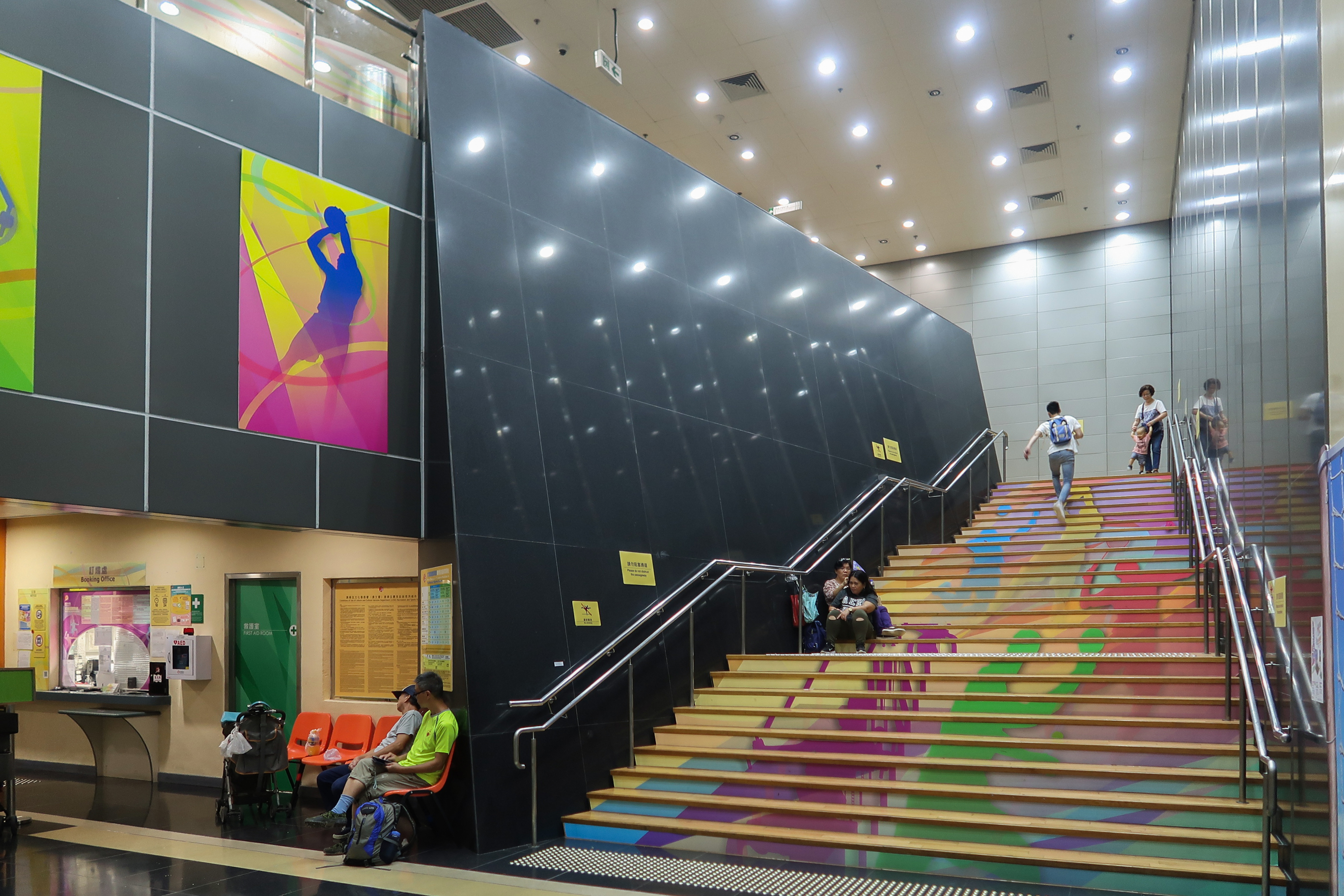
6樓大埔墟體育館大堂

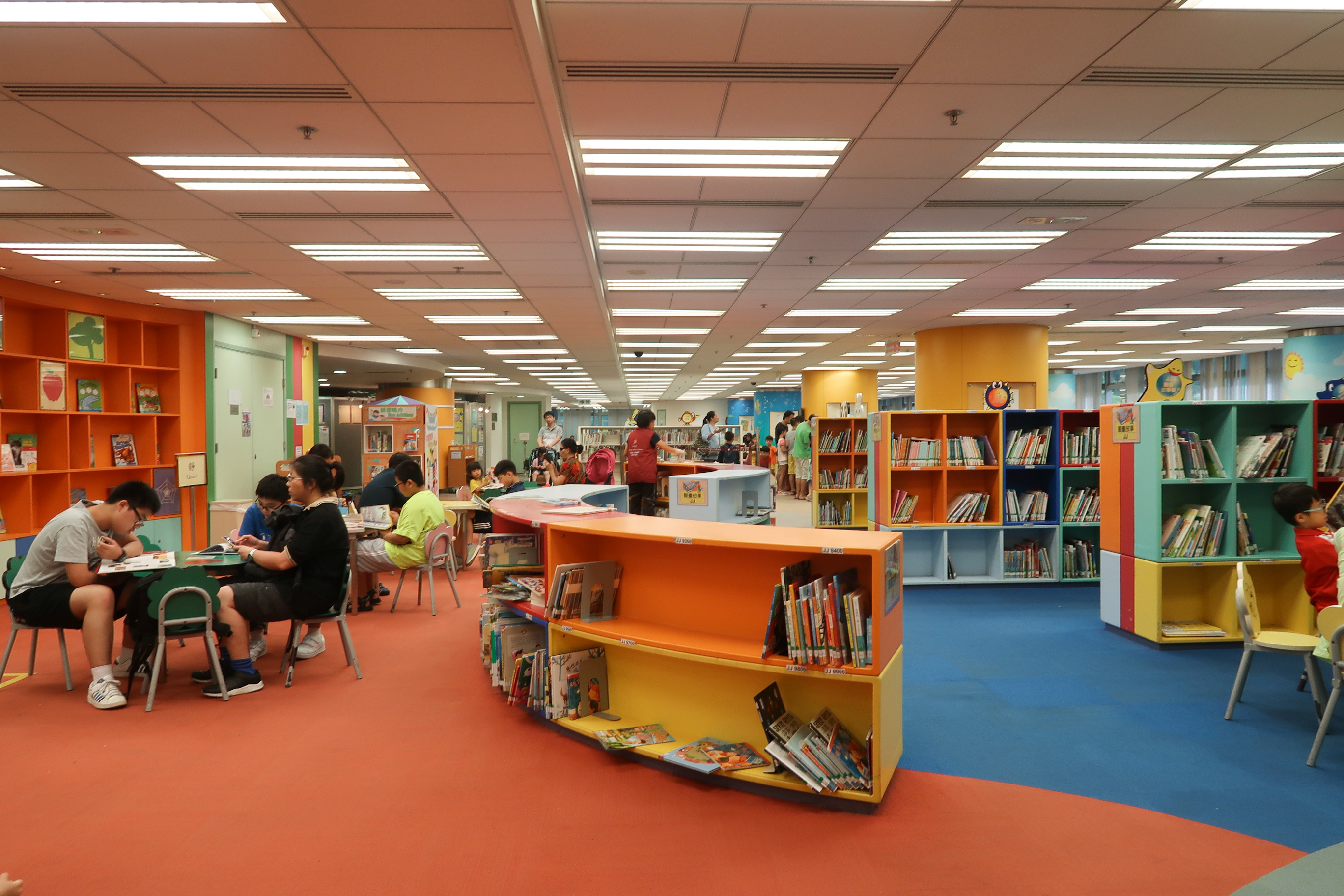
兒童圖書館

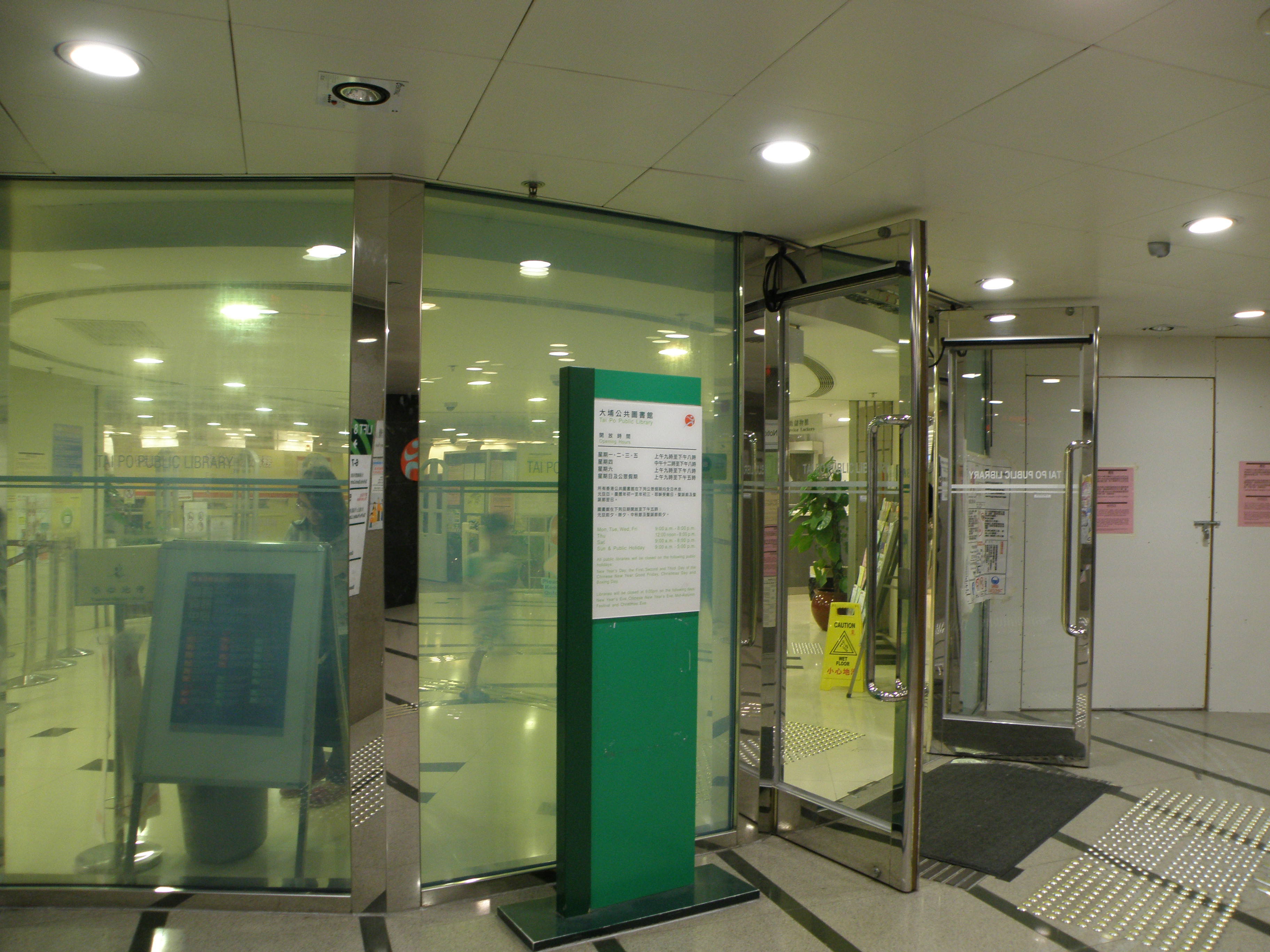
圖書館入口

大埔綜合大樓（英語：Tai Po Complex），是香港一座多用途的市政大樓，位處新界大埔鄉事會街8號，其中大埔墟街市2004年9月1日啟用，而大埔墟體育館和大埔公共圖書館則於2004年12月18日啟用。大埔綜合大樓內設大埔墟街市及熟食中心、大埔墟體育館及公共圖書館等設施，大樓內亦有康樂及文化事務署及土地註冊處等香港政府部門辦事處。大樓由伍振民建築師（香港）有限公司設計，造價達2億5千萬。
大埔墟街市及熟食中心合共佔地約12,000平方米，地下及一樓為街市，設有260個檔位，取代了上水石湖墟街市成為香港最多檔攤的街市；2樓為熟食中心，設有約40個檔位。大埔綜合大樓毗鄰大埔社區中心和寶鄉邨，設露天平台，可讓街坊休憩。

## 歷史
1977年10月左右，位於大埔墟廣福道美德大廈的大埔圖書館啟用，佔地約1000平方呎。1991年5月24日，整座圖書館搬到寶湖花園第二層201號鋪。
在香港政府決定解散區域市政局時，大埔文娛中心及圖書館仍在規劃階段，估計造價為7億7千萬元。市政局為此要求該計劃改由政府接手。2001年3月，政府公佈將在大埔綜合大樓開設圖書館，令大埔區議會副主席鄭俊平質疑政府不會在大埔興建文娛中心。康樂及文化事務署副署長﹙行政﹚趙婉珠回應指會否興建文娛中心與圖書館的最終位置沒有關係。
2004年9月《明報》報導指，建築署承建商在興建大埔公共圖書館時未能如期完成工程，所以啟用日期未定。2004年12月18日，位於大埔綜合大樓5樓的大埔公共圖書館啟用，取代寶湖花園圖書館。同日舉辦開幕禮。

## 設施
美德大廈的大埔圖書館啟用時藏有約27,000本可借閱書籍，分為成人圖書館、兒童圖書館、報刊雜誌閱覽室等區域。搬到寶湖花園後新增了視聽資料室和自修室，藏有14萬本書籍：在停止服務時約有10萬項資料。而遷址後的大埔公共圖書館位於大埔綜合大樓5樓，佔地約3,600平方米，新增電腦資訊中心、多媒體圖書館、咖啡閣等區域。啟用時擁有約14萬項館藏。
| 6樓及7樓  | 大埔墟體育館（設多用途主場、舞蹈室、健身室、兒童遊戲室和活動室） |
| 5樓       | 大埔公共圖書館（設學生自修室） |
| 3樓至4樓  | 政府部門辦事處 - 4樓： - 社會福利署大埔及北區福利辦事處（包括大埔及北區策劃及統籌小組） - 社會福利署保護家庭及兒童服務課（大埔及北區） - 社會福利署南大埔社會保障辦事處 - 土地註冊處大埔查冊中心 - 食物環境衞生署新界牌照辦事處 - 香港警務處福利服務組新界北總區福利辦事處 - 大埔區議會秘書處 - 3樓： - 食物環境衞生署大埔區環境衛生辦事處 - 康樂及文化事務署大埔區康樂事務辦事處 |
| 2樓       | 熟食中心 |
| 地下及1樓 | 大埔墟街市 |

## 迴響
《明報》在2001年3月評論道寶湖花園的大埔圖書館設施不足，令假日時使用人數到達上限，並指預計在大埔綜合大樓落成的圖書館（約3,000平方米）雖比寶湖花園的大，但仍比文娛中心方案（約5,500平方米）小。
同一報章在5月時認為雖大埔綜合大樓圖書館方案比寶湖花園圖書館有進步，但面積「始終未達標準圖書館的要求」，而且由於原區域並非根據圖書館的用途來設計，因此負載能力會限制藏書數量。同年，大埔區議員王志強對於圖書館及文娛中心的最終安排感到「兩難」，認為若文娛中心落成，那麼大埔綜合大樓的圖書館便有機會於啟用後數年內搬遷，浪費資源。但若否決大埔綜合大樓方案，那麼當區就短期內沒有新的圖書館。
《太陽報》記者在2015年發現大埔公共圖書館的語言學習書籍很多被讀者用筆畫污，兒童書籍則部分有破損。同一報章在同年指責該圖書館的室溫低於環保署建議。2017年，《東方日報》記者測量了大埔公共圖書館自修室的二氧化碳濃度，結果為為1,143百萬分比（ppm），超出環保署的室內空氣質素指標「良好」級別規定（1000ppm）。